# 批林批孔运动

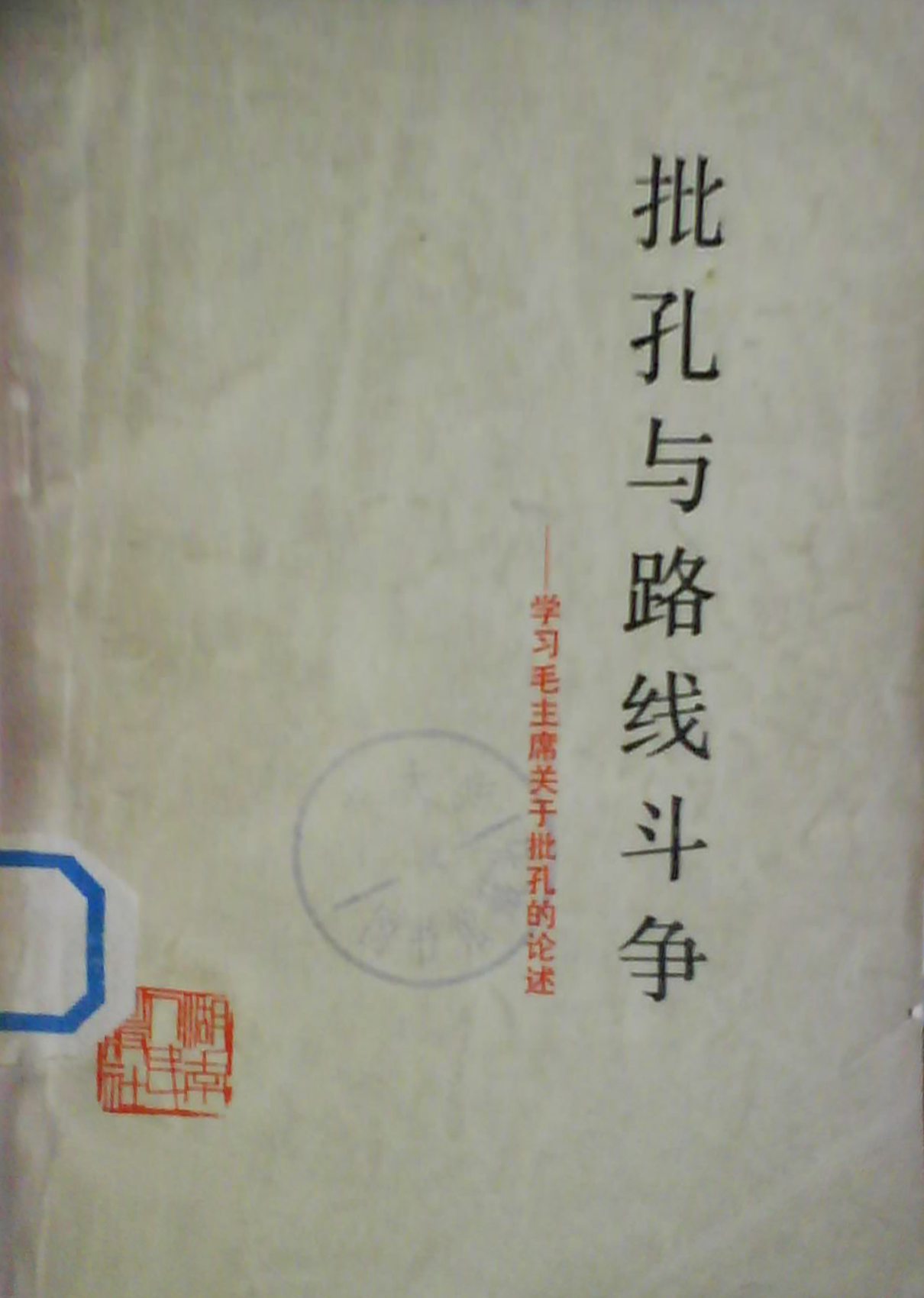
一本关于“批孔”的旧书

批林批孔運動是1974年1月18日－6月，经中共中央主席毛泽东批准，在文化大革命中发起的一次批判中共中央副主席（排名第一）林彪和孔子2人为主题的政治运动。

## 过程
林彪因主张设立国家主席与毛泽东决裂，后来在1971年9月13日的九一三事件中死亡。
1973年7月4日，毛泽东指出：“尊孔反法，国民党也是一样啊！林彪也是啊！”9月，毛泽东在会见外宾时说：“秦始皇是中国封建社会第一个有名的皇帝，我也是秦始皇，林彪骂我是秦始皇。中国历来分两派，一派讲秦始皇好，一派讲秦始皇坏。我赞成秦始皇，不赞成孔夫子。” 毛泽东同时针对郭沫若的《十批判书》写了一首诗表示异议，而四人帮把此事提升为“儒法斗争”。
1974年1月18日，毛泽东批准其夫人江青、中共中央副主席（排名第二）王洪文的要求，转发江青主持选编的《林彪与孔孟之道》，批林批孔运动展开。此役名义上是思想运动，实则亦深具政治内容。江青在“批林”、“批孔”口号后面加上“批‘周公’”，并提出“（中共）第十一次路线斗争”的说法（后被毛泽东否决），意图将运动方向指向批判周恩来。:479-501页 与此同时，姚文元、江青等人发动了“批“黑画”运动”，矛头同样指向周恩来。
当时中国大陆各地的孔庙及相关文物古跡原已在“文化大革命”初期遭到了極大的破坏，此番变本加厉，又有许多与批孔相关的书籍出版，导致儒家思想方面的学术发展受到很大阻碍。例如，当时学者、中山大学教授王季思由于拒绝批判儒家学说，而被视为“反动学术权威”，遭到残酷迫害。
1974年7月1日，由于运动影响社会生产力，中共中央发出《关于抓革命、促生产的通知》。这个通知下达以后，各地的批林批孔群众运动基本偃旗息鼓。然而全国上下对毛泽东发动和领导的“无产阶级文化大革命”产生的质疑已经愈加广泛深刻，难以平复。此后，随着社会生产的持续低落与人民更加困窘的生活，毛泽东为维护其“文化大革命”而发动的“批邓、反击右倾翻案风”及其他运动均遭到疲惫的群众厌恶和消极应对，其後因毛泽东之死而得以收场。

## 批走后门
自1970年开始推行工农兵学员推荐制以来，“走后门”问题日渐严重。1972年5月1日，中共中央下发《关于杜绝高等学校招生工作中“走后门”现象的通知》，《通知》指出：
当前值得认真注意的一个问题是，各地招生工作中程度不同地存在着“走后门”现象，有些地区和单位情况比较严重。据反映，有少数干部，利用职权，违反规定，采取私留名额，内定名单，指名选送，授意录取，甚至用请客送礼、弄虚作假等不正当手段，将自己、亲属和老上级的子女送进高等学校。
1974年1月18日，《人民日报》报道了南京大学政治系工农兵学员、干部子弟钟志民拒绝父母“走后门”的安排，要求退学一事。“批走后门”迅速与“批林批孔”联系在一起，上升为“批林批孔批走后门”。1月30日，在中央政治局会议上，江青点名指责叶剑英“走后门”，同日叶剑英向毛泽东写信。2月15日，毛泽东回复叶剑英：“剑英同志：此事甚大，从支部到北京牵涉几百万人。开后门来的也有好人，从前门来的也有坏人。批林批孔，又夹着走后门，有可能冲淡批林批孔。小谢（谢静宜）、迟群讲话有缺点，不宜向下发。我的意见如此。”2月20日，中共中央发出通知，提出“走后门”问题应该放到运动后期妥善处理。

## 評價
国际上，苏联攻击批林批孔运动是“又一次恐怖运动”、要毁坏“文化珍品”，当时苏联以“人性论”来反对“阶级论”，以“人道主义”来代替共产主义，以和平主义来反对革命战争。苏联出版了一系列专门著作和论文，宣传尊儒反法，苏联学者说孔子提出了“世间和平和安宁”的思想，孔子学说中包含着“民主思想”，在国际上宣传孔子是“最理想社会和国家制度的政治理论创始者”，认为孔孟是“人道主义”，批判法家“反人道主义”。但此举被中国说成是要用孔孟之道给林彪撑腰打气，从内部颠覆中国的无产阶级专政。1974年1月24日，《人民日报》发表《孔老二的亡灵和新沙皇的迷梦——评苏修尊孔反法的卑劣表演》一文指出：苏修尊孔反法是为了反华。而林彪这个“超级间谍”，在无产阶级文化大革命胜利的重要时刻，一面大肆吹捧孔老二，一面阴谋策划反革命政变。《“571工程”纪要》反革命武装政变计划中供认，他要投靠苏修，找“保护伞”，并肯定他们的反革命“行动会得到苏联支持”。《人民日报》随后发表社论《把批林批孔的斗争进行到底》，指责“林彪叫喊中庸之道‘合理’，反对马克思主义的斗争哲学，攻击反修斗争‘做绝了’，妄图投降苏修，把我国变为苏修社会帝国主义的殖民地。”
1974年6月16日，中華民國行政院院长蔣经国在中華民國陸軍軍官學校50週年校慶發表訓詞《黃埔精神與革命大業的再推進》，批判批林批孔運動：「共匪畏懼中華民族文化集大成的孔子，敢於悍然『批孔揚秦』，自炫其浮於暴秦百倍之惡，而攻孔子萬世師表之聖。我們尤其可以斷言：今天不是毛賊將打倒孔子，而是毛賊終必為我民族聖哲孔子的精神所誅殛！所以我們今天的不動如山，正是為的明天的動如火發！」

## 延伸阅读
- 《孔老二罪惡的一生 （页面存档备份，存于）》蕭甘編文，顾炳鑫、贺友直绘。坊间谣传“蕭甘”乃巴金之笔名，实则上海人民美术出版社原文字编辑甘礼乐的笔名。